# Shahrulnizam Mustapa
Shahrulnizam Mustapa (ur. 2 kwietnia 1981 w Ipoh) – malezyjski piłkarz grający na pozycji pomocnika.

## Kariera klubowa
Karierę piłkarską Mustapa rozpoczął w klubie Polis DRM FC z miasta Selangor. W 2000 roku awansował do kadry pierwszej drużyny. Wtedy też zadebiutował w jego barwach w pierwszej lidze malezyjskiej. W debiutanckim sezonie dotarł ze swoim zespołem do finału Pucharu Malezyjskiej Federacji Piłkarskiej.
W 2002 roku Mustapa odszedł do klubu Perak FA. Grał w nim w latach 2002-2008. W 2002 i 2003 roku wywalczył mistrzostwo Malezji, a w 2007 roku wicemistrzostwo kraju. W 2004 roku zdobył Puchar Federacji, a w latach 2005 i 2007 - Tarczę Dobroczynności. W 2009 roku został piłkarzem Kedah FA. Następnie grał w Perak FA, Felda United i FeLCRA FC.

## Kariera reprezentacyjna
W reprezentacji Malezji Mustapa zadebiutował w 2007 roku. W tym samym roku został powołany do kadry na Puchar Azji 2007. Tam rozegrał 3 spotkania: z Chinami (1:5), z Uzbekistanem (0:5) i z Iranem (0:2).